# Grantiopsis heroni
Grantiopsis heroni är en svampdjursart som beskrevs av Wörheide och Hooper 2003. Grantiopsis heroni ingår i släktet Grantiopsis och familjen Lelapiidae. Inga underarter finns listade i Catalogue of Life.